# Limnorimarga limonioides
Limnorimarga limonioides är en tvåvingeart som först beskrevs av Alexander 1945.  Limnorimarga limonioides ingår i släktet Limnorimarga och familjen småharkrankar. Inga underarter finns listade i Catalogue of Life.